# Еміль Гакл
Еміль Гакл (чеськ. Emil Hakl; 25 березня 1958, Прага) — чеський поет, прозаїк, публіцист та сценарист. Справжнє ім'я — Ян Бенеш.

## Життєпис
У 1974—1978 роках навчався в гімназії На Пражачце, а потім у консерваторії Ярослава Єжка за спеціальністю «Літературна творчість» (викладачі Марек Сташек і Йозеф Брукнер), пізніше також відвідував два курси драматичного відділення (викладачі Отакар Роубінек та Іван Вискочил).
З 1981 року працював комірником, машиністом насосної станції, звукорежисером на Barrandově та бібліотекарем у Klementinu. У 1995—2000 роках працював як автор текстів і графік у кількох рекламних агентствах. У 2001 році був редактором літературного двотижневика Tvar, згодом працював у журналах Instinkt (2003—2004), Glamour (2004), Joy (2005), а з 2007 року — редактором у щомісячнику Time In. Живе в Празі.
Публікувався в журналах Iniciály, Tvar, Literární noviny, Aluze, Salon Práva, Hospodářské noviny, Týden, Reflex, Lidové noviny, Čilichili, в інтернет-журналі Dobrá adresa та в огляді Moderní analfabet.
У 1980-х роках займався написанням поезії та драматизацією літературних творів (Хлєбніков, Віан, Гоголь), проте з 1998 року пише виключно прозу. Є одним із засновників літературного об'єднання Moderní analfabet, створеного у другій половині 1980-х років (разом із Ярославом Яблонським, Маркетою Грбковою та Вацлавом Бідлом). Основною діяльністю групи були регулярні авторські читання, які пізніше перейшли до Літературного та культурного клубу 8. Moderní analfabet припинив своє існування в середині 1990-х років, після чого Гакл деякий час був учасником клубу Pant.
У 2008 році за мотивами його новели Про батьків та дітей було знято однойменний фільм (сценарій: Еміл Гакл, Їржі Кржижан, Владислав Міхалек, режисер: Владислав Міхалек); цей текст також був адаптований для радіо в 2003 році (режисер: Міхал Буреш). За оповіданням Візит із книги Яловичі кубики у 2018 році в Національному театрі було поставлено виставу Візит (сценарій: Ілона Смайкалова, режисер: Ян Фріч).

## Творчість
Еміль Гакл увійшов у літературу двома збірками поезії (Rozpojená slova, Zkušební trylky z Marsu), які завдяки мовній комічності та прямому, неметафоричному змалюванню повсякденності стали своєрідними передвісниками його пізніших виключно прозових творів.
Для Гаклових новел і романів характерним є тонка межа між вигаданим і реальним світом із відкрито автобіографічним натхненням, зосередження оповідань на околицях і пивницях, фрагментарно описані, соціально викорінені персонажі та їхні здебільшого безнадійні стосунки, які сприймаються водночас як депресивні та смішні. Визначальну роль у його творах відіграє іронія та самоіронія, а з формального погляду — виразні діалоги.
Реалістично змальовані історії з пивниць, які помітно перегукуються зі стилем Богуміла Грабала, є основою його збірок оповідань (Konec světa, O létajících objektech, Hovězí kostky). Однак протилежним полюсом цієї «пивної грайливості» є постійне відчуття самотності, яке супроводжує головних героїв його творів. Вони нібито відірвалися від комерційного чи банального світу, але натомість зіткнулися з повною екзистенційною порожнечею.
Головним персонажем у текстах Гакла часто є авторський наративний голос (Intimní schránka Sabriny Black, скорочений варіант — Intimní schránka Sabriny B. Final cut), що досліджує різноманітні середовища людського суспільства (наприклад, рекламний бізнес 90-х років). Визначаючись через протиставлення споживацькому світові, його герої чинять спротив підкоренню сірості, звертаючи свою увагу на представників суспільних околиць.
У романі Let čarodějnice Гакл змальовує життєву історію людини без майбутнього, яка не виходить зі стану апатії навіть після можливої причетності до вбивства. Центральний мотив його творів — герой, відчужений від суспільства, який не може стати його частиною, — у цьому романі знову виводить автора до тематики його ранньої прози.
Проте в наступних книгах Гакл поступово подолав ізоляцію своїх персонажів. Роман Pravidla směšného chování розвиває тему стосунків батька і сина, зображує процес вмирання батька, його смерть та реакцію сина, який прагне виправити напружені стосунки, виконавши останнє бажання батька. До теми подолання соціальної ізоляції через почуття повертається роман Umina verze, що поєднує елементи любовного роману і наукової фантастики: головний герой-оповідач отримує у своє розпорядження штучну істоту Уніму, закохується в неї, а зрештою її втрачає.

## Нагороди
- Magnesia Litera за прозові твори Про батьків та дітей 2003 і Справжня подія 2014

- Премію Йозефа Шкворецького за книгу Правила смішної поведінки у 2010

#### Белетристика
- Rozpojená slova (BB, 1991)
- Zkušební trylky z Marsu (BB, 2000)
- Konec světa (PP, 2001)
- Intimní schránka Sabriny Black (P, 2002)
- O rodičích a dětech (P, 2002)
- O létajících objektech (PP, 2004)
- Let čarodějnice aneb Civilní dobrodružství (P, 2008)
- Pravidla směšného chování (P, 2010)
- Intimní schránka Sabriny B. (final cut) (P, 2010)
- Skutečná událost (P, 2013)
- Hovězí kostky. Jedenáct povídek (PP, 2014)
- Umina verze (P, 2016)
- Výsek. Výběr fejetonů (2018)

#### Участь у збірках та антологіях
- Anthologie de la poésie tchèque contemporaine 1945—2000 (2002)
- Tschechien (2003)
- Neue tschechische Literatur an der Jahrtausendwende (2002)
- Jezdec na delfíně. Antologie české erotické literatury 1990—2005 (2005)
- Baršunaste priče: Antologie Češke kratke priče (2005)
- 7edm (2007)
- Antologie české poezie: II. díl (2007, ред. S. Martínková-Racková, J. Srbová, M. Šmejkalová, J. Šulc)
- Někdy jindy, někde jinde (2009)
- Nové povídky o mužích (2016)
- Žít jako single (2019)
- Povídky (2019)
- Střepy. Ruská invaze na Ukrajinu očima českých spisovatelů (2022)
- Každý ji zná, tak bude maskovaná. 66 současných básní o Praze od 56 českých básníků a básnířek (2022)

#### Переклади
- M. Ábelová: Pes Moko a jeho oko (2021)